# Gundam Ace
Gundam Ace (ガンダムエース,?, Gandamu Eesu) è una rivista mensile giapponese di shōnen manga edita dalla Kadokawa Shoten, sostanzialmente dedicata al franchise di Gundam. Ne esiste anche un'edizione cinese pubblicata dalla Kadokawa Media di Taiwan.

## Generalità
Gundam Ace è uscita per la prima volta il 25 giugno 2001, con cadenza trimestrale fino al n. 3, bimestrale dal n. 4 in poi, per diventare quindi un mensile a partire dal n. 10, uscito il 25 aprile 2003. Il direttore è Shinichirō Inoue della Kadokawa Shoten, che cura anche Newtype e Monthly Shōnen Ace. Il redattore capo è Hideaki Kobayashi.
La rivista, oltre a pubblicare manga, ospita light novel e contiene molte informazioni per gli appassionati della saga, tra cui notizie sugli anime in corso e quelli futuri, nonché sondaggi e questionari per il fanservice.

## Principali manga pubblicati
- Gundam Origini
- Gundam C.D.A.
- Axis' Haman-san
- Gundam Lost War Chronicles
- Kidō senshi Gundam gaiden: Sora, senkō no hate ni...
- Gundam Legacy
- Mobile Suit Gundam: Ixtab of Space
- Gundam École du Ciel
- Mobile Suit Gundam SEED Astray
- Mobile Suit Gundam SEED X Astray
- Mobile Suit Gundam SEED Destiny Astray
- Mobile Suit Gundam SEED C.E. 73 Δ Astray
- After War Gundam X: Under the Moonlight
- Mobile Suit Gundam SEED Destiny: The Edge
- Mobile Suit Gundam: Ore wa renppō guren tai
- Mobile Suit Gundam-san
- Tony Takezaki no Gundam manga
- Inu Gundam
- Kidō senshi buyo Gundam
- Imōto Gundam
- Kidō senshi Gundam: Dai 08 MS Shotai UC 0079+α
- Kidō senshi Gundam Climax U.C. - Tsumuga re shi kettō
- Kidō senshi Gundam ZZ gaiden: Zion no genyō
- Kidō senshi Crossbone Gundam: Tekkō 7
- Mobile Suit Gundam MS IGLOO: Revelations 0079
- Developers - Kidō senshi Gundam Before One Year War
- Kidō senshi Z Gundam: Asatte - Kai Shiden's report
- Gunota no onna
- Operation Troy
- Rean no tsubasa
- Mobile Suit Gundam senki U.C. 0081
- Mobile Suit Gundam Unicorn